# Jiří Diviš
Jiří Diviš (* 16. März 1956) ist ein aus der Tschechoslowakei stammender Schweizer Unternehmer und Manager.

## Karriere
In den 1970er Jahren spielte er in der Basketballmannschaft von Baník Most und Slavoj Vyšehrad. 1979 emigrierte er in die Schweiz, wo er Jura studierte. Nach dem Studium arbeitete er in einer internationalen Konsultationsfirma, die sich mit der Beratung kleiner und mittelständischer Unternehmen im Bereich Steuerung, Strategie und Organisation befasste. In den 1990er Jahren vertrat er die Schweizer Gesellschaft Investenergy S.A. in Tschechien, die unter anderem Aktien der Mostecká uhelná společnost, a.s. (Moster Kohlegesellschaft) für die Appian Group aufkaufte. Jiří Diviš kam als Berater des damaligen stellvertretenden Vorstandsvorsitzenden dieser Firma, Luboš Měkota, zur MUS, den er aus seiner Jugend kannte.

## MUS-Fall
In den Jahren 1998–2002 war Jiří Diviš als Aufsichtsratsmitglied der MUS tätig. 2003 leitete er gemeinsam mit Marek Čmejla den strategischen Eintritt der Appian Group bei der Firma Pilsener Škodawerk, die sich nach der Ära des Lubomír Soudek in marodem Zustand befand. Die Appian Group kaufte für 350 Millionen Kronen einen Teil der Firma vom Staat und für 450 Millionen Kronen vom Konkursverwalter den restlichen Teil von Pilsener Škodawerk. Der Eintritt von Appian in das Pilsener Škodawerk rettete diesen traditionsreichen Industrieproduzenten vor dem Untergang. Die Gesellschaft durchlief einen erfolgreichen Umstrukturierungsprozess und ist heute ein europäischer Spitzenproduzent von Transportsystemen. Seit 2003 ist er Aufsichtsratsmitglied von Pilsener Škodawerk.
Im Oktober 2013 verurteilte das Gericht der ersten Instanz im Schweizer Bellinzona Jiří Diviš nicht rechtskräftig zu einer Freiheitsstrafe von 46 Monaten wegen Betrugs, Geldwäscherei und Urkundenfälschung. Diese Straftaten habe er beim Kauf des Minderheitsanteils der MUS durch die Gesellschaft Appian vom tschechischen Staat im Jahre 1999 begangen. Gegen dieses Urteil bereitet er derzeit mit seinen Rechtsvertretern die Berufung beim Bundesgericht in Lausanne vor.